# Laiko sjukhus
Laiko sjukhus, även kallad Laikon General Hospital (på grekiska: Γενικό Νοσοκομείο Αθηνών «Λαϊκό») är ett offentligt Universitetssjukhus i Aten, Grekland. Sjukhuset tillhör det grekiska nationella hälsovårdssystemet under den första sjukvårdsregionen Attika och omfattar många kliniker, laboratorier, slutenvården och öppenvården.
Laikon General Hospital är Greklands ledande transplantationssjukhus med en hög frekvens av njurtransplantationer från levande, närstående givare. Sjukhuset genomför ungefär ett hundra njurtransplantationer per år, vilket är något mindre än de ledande transplantationscentra i Sverige.

## Historia
Laikon sjukhuset grundades 1933 som en juridisk enhet för offentlig rätt på universitetets paviljong i Goudi under det grekiska hälsoministeriet (då kallat ministeriet för statlig hygien och uppfattning). Sjukhuset utvidgades gradvis till att omfatta fler avdelningar, utrustning och kliniker och inrymde en sjukgymnastik- och vårdskola.